# Phrixus
Trong thần thoại Hy Lạp, Phrixus (/ˈfrɪksəs/) hay còn gọi là Phryxus (tiếng Hy Lạp: Φρίξος), Phrixos là con trai của Vua Athamas cai trị Boeotia và Nephele (một nữ thần mây). Anh là anh trai sinh đôi của Helle, là chồng của Chalciope (Iophassa) và là cha của Argus , Phrontis, Melas và Cytisorus.

## Thần thoại
Phrixus và Helle (còn có tên gọi khác là Ellie) bị người mẹ kế là Ino ghét bỏ. Ino đã thực hiện âm mưu, đó là rang tất cả các hạt giống cây trồng của Boeotia để chúng không thể nảy mầm. Những người nông dân trong Boeotia đã rất sợ hãi trước nạn đói, họ nhờ một nhà tiên tri gần đó để giúp đỡ. Ino hối lộ những người nông dân đó để họ nói dối với người khác rằng: cần phải hiến tế Phrixus và Helle để loại trừ nạn đói này. Tuy nhiên, trước khi hai anh em sinh đôi bị giết thì họ đã được cứu bằng cách bay, hoặc là bơi trên lưng của con cừu đực có bộ lông vàng của Nephele, mẹ ruột của họ cứu. Địa điểm xuất phát được ghi khác nhau là Halos ở Thessaly hoặc Orchomenus ở Boeotia. Trong khi họ bay đi, Helle đã bị rơi khỏi lưng con cừu và chết đuối ở eo biển giữa Châu Âu và Châu Á, nơi được đặt theo tên của cô bé là Hellespont, có nghĩa là biển Helle (nay là Dardanelles. Phrixus thì sống sót, anh cùng con cừu tới Colchis, nơi mà vua Aeetes - con trai của thần mặt trời Helios cai trị. Ông đã đối xử với Phrixus tử tế, và gả con gái Chalciope của mình cho Phrixus. Để tỏ lòng biết ơn, Phrixus đã hiến tế con cừu cho thần Poseidon và trao cho nhà vua Aeetes bộ lông cừu vàng của con cừu. Sau dó, Aeetes đã treo bộ lông cừu vàng trên cây trong khu rừng thánh của thần Ares, nơi được một con rồng không bao giờ ngủ bảo vệ và canh gác. Phrixus và Chalciope có với nhau bốn người con trai, sau này họ đều gia nhập đoàn thuỷ thủ Argonaut. Người con lớn nhất tên là Argos/Argus, những người con sau đó lần lượt có tên là Phrontis, Melas và Cytisorus.

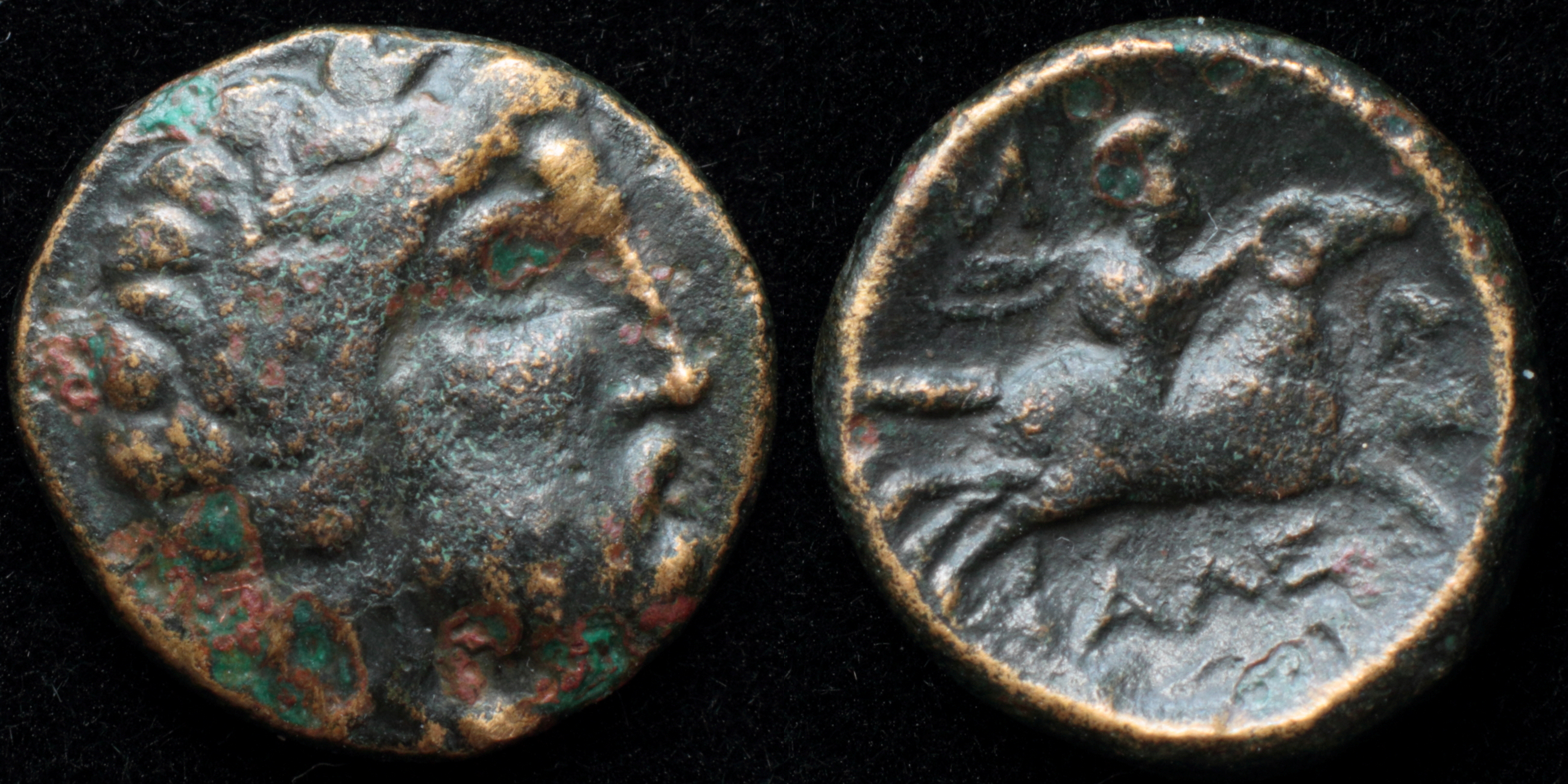
Chi tiết Phrixos cưỡi trên lưng cừu bay tới Colchis trên một tác phẩm đúc tại Halos, Phthiotis vào thế kỉ thứ III trước Công nguyên.

Phrixus sống trong triều đình của Aeetes. Nhưng tới một ngày nọ, Aeetes biết được rằng ông sẽ chết dưới tay một hậu duệ của Aeolus, vì thế mà ông đã giết Phrixus. Tuy nhiên, những nguồn khác cho rằng Phrixus sống yên bình ở Colchis cho tới khi qua đời vì tuổi già.